# Rivière aux Outardes
Rivière aux Outardes – rzeka w Kanadzie, prowincji Quebec. stanowi lewy dopływ Rzeki Świętego Wawrzyńca. Liczy blisko 500 km długości. Wypływa z gór Otish. W górnym biegu przepływa przez Pletipi. Tworzy liczne wodospady.